# Lakeport (Califórnia)
Lakeport é uma cidade localizada no estado americano da Califórnia, no condado de Lake, do qual é sede. Foi incorporada em 30 de abril de 1982.

## Geografia
De acordo com o United States Census Bureau, a cidade tem uma área de 8,3 km², onde 7,9 km² estão cobertos por terra e 0,4 km² por água.

### Localidades na vizinhança
O diagrama seguinte representa as localidades num raio de 24 km ao redor de Lakeport.

## Demografia
Segundo o censo nacional de 2010, a sua população é de 4 753 habitantes e sua densidade populacional é de 599,72 hab/km². É a cidade mais densamente povoada do condado de Lake. Possui 2 395 residências, que resulta em uma densidade de 302,19 residências/km².

## Lista de marcos
A relação a seguir lista as entradas do Registro Nacional de Lugares Históricos em Lakeport.
- Lake County Courthouse
- Lakeport Carnegie Library